# Jérôme Doucet

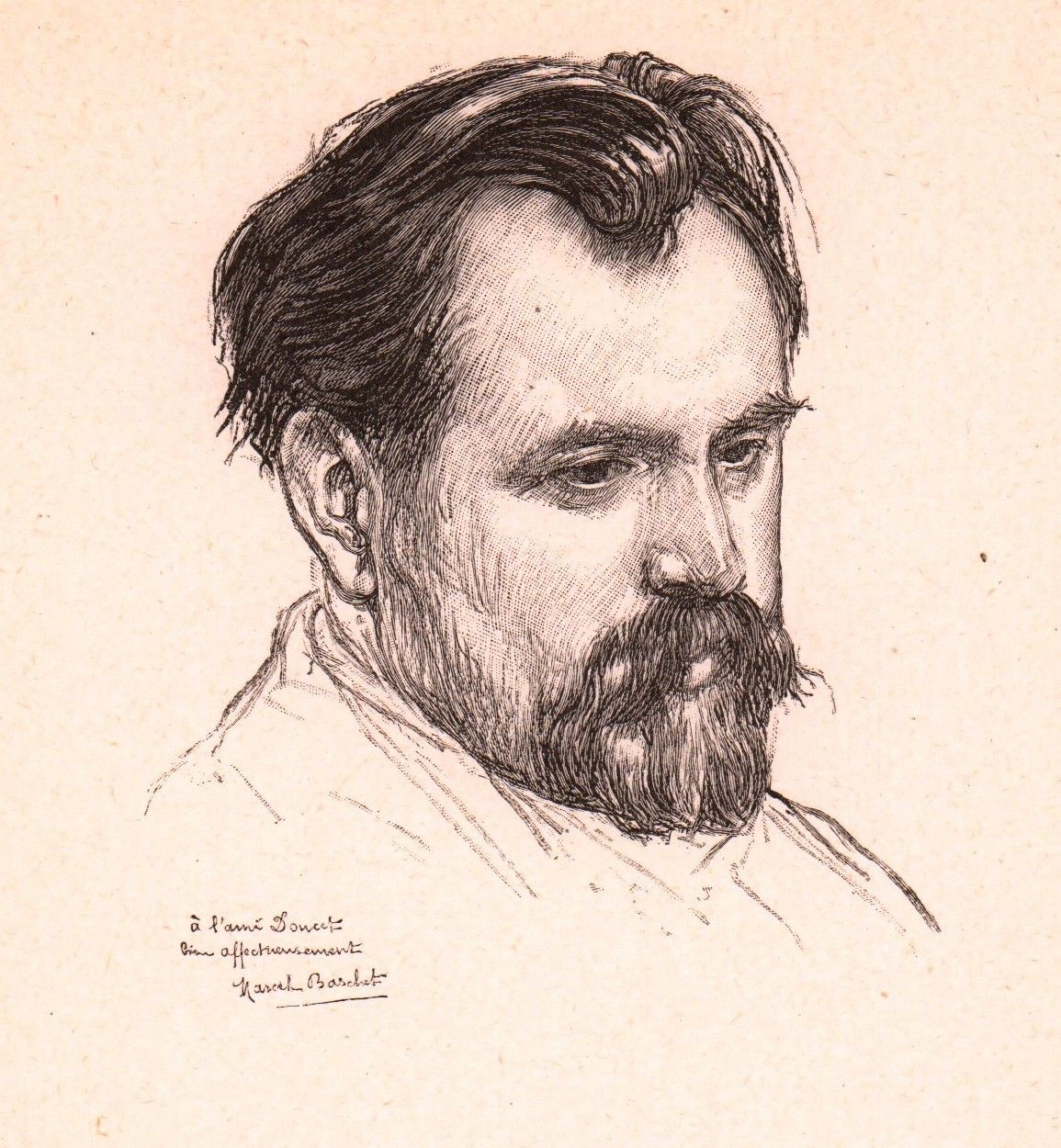
Jérôme Doucet

Jérôme Doucet (* 5. März 1865 in Lyon; † 1. Februar 1957 in Paris) war ein französischer Schriftsteller, Journalist, Bibliophiler und Verleger. Er schrieb Gedichte, Theaterstücke, Kinderbücher und kunsthistorische Werke und war als Herausgeber und Literaturkritiker tätig.

## Leben
Jérôme Doucet stammte aus einer intellektuell und künstlerisch vielseitig interessierten Familie. Sein Vater, Théophile Doucet, war zunächst Génie-Offizier, später Gymnasiallehrer für Mathematik und gleichzeitig Dichter unter dem Pseudonym Montfrileux. Théophile war literarisch aktiv, veröffentlichte in der Revue du Siècle und unterhielt enge Beziehungen zur Lyoner Künstlerszene. Jérômes Mutter, Élise Baudesson de Richebourg, war Schülerin des Bildhauers Bonnet und schuf unter anderem ein Medaillon des Dichters Victor de Laprade. Die Familie war über Élises väterliche Linie entfernt mit Joseph François Dupleix und dem Entdecker Louis-Antoine de Bougainville verwandt.
Jérôme Doucet wuchs in Lyon, Saint-Étienne und Rouen auf. Nach dem Tod seiner Mutter 1883 und seines Vaters 1890 war er im Alter von 25 Jahren Vollwaise. Aufgrund einer Typhuserkrankung 1887 konnte er die Aufnahmeprüfung an der École Polytechnique nicht bestehen und wandte sich dem Journalismus und der Literatur zu. Seine erste literarische Tätigkeit bestand in der Veröffentlichung von Gedichten und Märchen, teilweise unter dem Pseudonym J. de Montfrileux – in Anlehnung an den Künstlernamen seines Vaters. Er war regelmäßiger Mitarbeiter zahlreicher französischer Zeitungen und Literaturzeitschriften und entwickelte sich zu einem produktiven Autor von Kinder- und Jugendbüchern.
Jérôme Doucet heiratete am 24. Juli 1897 in Paris Marie Meunier, die Schwester des Schriftstellers, Malers und Kunstsammlers Eugène Murer. Marie war 16 Jahre älter als Jérôme. Einer der Trauzeugen war der Maler Pierre-Auguste Renoir. Die Ehe führte ihn in den Kreis der Impressionisten um Murer und Renoir. Nach dem Tod seiner Frau 1919 zog sich Doucet weitgehend aus dem gesellschaftlichen Leben zurück. Jérôme Doucet starb 1957 im Alter von 91 Jahren in Paris. Sein Werk umfasst ein breites Spektrum von der Kinderliteratur bis zu kunsthistorischen Studien, geprägt von der familiären Nähe zum künstlerischen und intellektuellen Milieu des 19. Jahrhunderts.

## Werke
Jérôme Doucet war ein vielseitiger Autor, der Gedichte, Theaterstücke, Kinderbücher und kunsthistorische Werke verfasste. Er war bekannt für seine lebhafte Vorstellungskraft und seine klare Sprache. Er veröffentlichte über 100 Werke, darunter Beiträge zur Bibliothèque rose des Verlags Hachette, poetische Nachdichtungen antiker Autoren wie Anakreon und Petron, literaturgeschichtliche Studien sowie zahlreiche Erzählungen, Gedichte und Kritiken. Sein Werk wurde nur zum Teil in Sammelbänden veröffentlicht. Als Bibliophiler legte er großen Wert auf die Qualität der Buchgestaltung und arbeitete mit renommierten Illustratoren wie Alfred Garth Jones, Harry Eliott und Albert Robida zusammen. Zu seinen bekanntesten Werken zählen Contes de la Fileuse (1900), Notre ami Pierrot und Peintres et Graveurs libertins du XVIIIe siècle (1913).

### Auswahl
- Le Mal des Planches. Comédie en un acte, en vers, Rouen, de l’Imprimerie Cagniard. (1892)
- Douze Sonnets, dessins de Vignet, Paris, Léon Vanier, (1893)
- La Damnation de Pierrot, un acte en vers (1893)
- La Chanson des choses, illustrations par Morin, Bac, Schwabe etc. (1898)
- Ibycus, drame lyrique (1895)
- Contes de Haute-Lisse, illustrations de Alfred Garth Jones, ed. Bernoud et Cumin (1899)
- Contes de la Fileuse, illustrations de Alfred Garth Jones, ed. Tallandier
- (1900)
- Notre ami Pierrot, illustrations de Louis Morin (1900)
- Princesses de Jade et de Jadis, illustrations de Vincent Lorant-Heilbronn, "Le Livre et L’estampe" (1903)
- La Chanson des Mois, illustrations de Maurice Leloir (Reims, 1904)
- Contes merveilleux, illustrations de Jules Fontanez (F. Juven, 1904)
- Le Petit Neveu de Charles Dickens, Édition Librairie Sirven (1907) 65 pages illustrations de Harry Eliott. Ces histoires avaient été publiées auparavant par la Revue Illustrée, sous la signature de Simon de Pierrelée.
- Édition et préface du conte Narkiss de Jean Lorrain. Édition du Monument (1908). Illustrations de Guillonnet.
- Mon ami Pierrot illustrations d’Albert Robida (1913)
- Les Fils de François 1er illustration de Léonce Burret (1914)
- Les Fiancées Merveilleuses illustrations de Félix Lorioux (1916)
- Princesses d’Or et d’Orient illustrations de Ternat - Librairie Lutécia, (1922)
- La Légende de la mort au beau visage, illustré par Eugène Belville, chez l’Auteur, (1922)
- La Grande Douleur des sept artistes, Lucien Gougy éditeur, Paris. Ornementations de Paul de Pidoll (1923)
- Verrières, gravures par Edgard Maxence, ornementations de Paul de Pidoll, chez l’auteur, (1926–1929), prix Hercule-Catenacci de l’Académie française
- Et puis, voici mon Cœur. Chansons Veuves. Chansons Vives. Frontispice d’Edgard Maxence. Chez l’auteur (1931)
- Princesses des champs et des bois, illustrations de Félix Lorioux, Librairie Hachette (1934)
- Mademoiselle Graindsel - Roman, illustré par André Pécoud, collection Bibliothèque rose illustrée, Hachette (1936)
- Le Petit Roi du Luxembourg - Roman, illustré par André Pécoud, collection Bibliothèque rose illustrée, Hachette (1938)
- Guerriers et soldats, illustrations de Caran d’Ache (1905)

Unter dem Pseudonym de Montfrileux
- Les Deux Cartouche, dessins d’Albert Robida
- Môssieu Clown !, dessins de M. Poussin (1913)
- Le Livre des Masques, illustrations de Jules Fontanez, Le livre et l’estampe (1903)